# Rondom het Oudekerksplein
Rondom het Oudekerksplein is een Nederlandse documentairefilm uit 1968 van Roeland Kerbosch in geluid en zwart-wit. De film staat ook bekend onder de titel Haring Arie.
De documentaire laat de Amsterdamse Wallen zien van de jaren zestig, met als hoofdfiguur de souteneur Haring Arie. Die vertelt over het wel en wee, en laat alle voorname plekken in die buurt zien. Ook komen er kleurrijke mensen voorbij die in de loop der jaren een lichte bekendheid genieten in hun omgeving.
De film is eind 2007 door het Filmmuseum op dvd uitgebracht.